# 人民オリンピック
人民オリンピック（じんみんオリンピック、カタルーニャ語：Olimpíada Popular、スペイン語：Olimpiada Popular）は、1936年7月19日から7月26日までスペイン、カタルーニャのバルセロナで開催される予定であったスポーツ競技大会である。1936年7月17日に軍が蜂起しスペイン内戦が始まったため、開催は中止された。

## 計画
人民オリンピックは、同じ1936年8月1日から16日まで開催される予定のベルリンオリンピック（ヒトラー率いるナチス政権が主導した）に抗議するため計画された。スペイン第二共和政下で人民戦線が政権を獲得し、ベルリンオリンピックにはスペイン選手団を送らずボイコットすることを決定した。そして別の日程でスポーツ競技大会を行うことになった。人民戦線政権は、ベルリンオリンピックにおいてオリンピックのアマチュア精神がないがしろにされ、ファシストたちの政治宣伝の場にされるのを嫌った。
この年、カタルーニャでは自治政府が復活し、5月までにスペイン政府への人民オリンピックのための補助金要求運動が活発に行われた。
人民オリンピックはそれまでのオリンピックと構造が変えられた。選手が所属する様々な領土の形態に門戸を開いた。すなわち、国家、地域、地方の3つの種類に分けたのである。一カ国の代表団が、どの競技もこの3つの種類で選手を送ることができた。これが国家間だけの競技会ではないことが理解されたが、アルザス、ロレーヌ、フランス領モロッコ、スペイン領モロッコといった非国家・地域もテストに参加できるようになっていた。都市の代表が参加した、古代ギリシャのオリンピック思想を復活させたのである。
右翼および保守のスポーツ選手や政治家は、この競技会を見下して嘲った。

## 開催準備と頓挫
22カ国から6000人の選手が大会に登録した。アメリカ合衆国、イギリス、フランス、オランダ、ベルギー、チェコスロバキア、デンマーク、ノルウェー、スウェーデンが選手団を送った。最大の選手団はフランス領アルジェリアを含むフランスであった。アルザス、バスク、ガリシア、カタルーニャの選手には、追放されたユダヤ人選手もいた。
ドイツ選手団とイタリア選手団は、この2カ国からの亡命者で構成されていた。選手の大半がスポーツクラブ、団体、労働組合、左派政党に所属しており、国の委員会またはオリンピック競技の委員会の後援を受けた者より多かった。彼らの一部は非常にレベルが高かった。サッカー、テニス、バスケットボール、ボクシング、陸上競技、レスリング、その他にペロタ（en）やチェスといった16競技が行われることになった。大会のためにフランス政府（当時は左派のレオン・ブルム政権）は60万フラン、スペイン政府は40万ペセタ、ジャナラリターは10万フランの経費を支払った。
選手の宿泊施設として、ムンジュイックの丘に建てられたバルセロナ万国博覧会の建物が使われた。メイン会場とされたのは、同じくムンジュイックにあるスタジアム（現在のエスタディ・オリンピック・リュイス・コンパニス）であった。
開幕前日の7月18日には、スタジアムでリハーサルが行われた。しかし翌7月19日、開会のほんの数時間前、新たな革命的体制と軍事対立がバルセロナで限界に達していた。人民オリンピックは、スペイン内戦の発生のために新聞でわずかに触れられたにすぎず黙殺された。しかしオリンピックは無駄ではなかった。世界中から集まってきた多くの選手たちは、バルセロナに到着すると戦争が勃発している事態に驚いた。彼らの中には躊躇せず民兵組織に加わった者もいた。彼らは共和国軍に加わった最初の海外義勇軍兵士であり、これが国際旅団に発展した。

## 人民オリンピックをテーマにした作品
- 幻の祭典（1993年、逢坂剛） - 小説